# Marcellus (Judea)
Marcellus was de zesde praefectus van Judea. Hij bestuurde de Romeinse provincie van 36 tot 37 na Chr.
Marcellus had zijn benoeming te danken aan zijn vriendschap met Lucius Vitellius, de gouverneur van Syria. Op last van Vitellius kwam in 36 na Chr. een einde aan het bewind van Pontius Pilatus, die na een (vermeende) opstand van Samaritanen een zodanig bloedbad had aangericht, dat Vitellius hem beval zich in Rome te verantwoorden voor keizer Tiberius. Vitellius benoemde Marcellus als opvolger van Pilatus. Tevens verving hij de hogepriester Kajafas door Jonathan ben Ananus, omdat Kajafas' beleid te veel met dat van Pilatus werd geassocieerd. Om ervoor te zorgen dat Marcellus in deze onrustige periode de belangrijke steun van de hogepriester zou krijgen, besloot Vitellius bovendien dat de symbolisch beladen kleding van de hogepriester voortaan door de hogepriesters zelf bewaard mocht worden en dat deze na afloop van Joodse feesten dus niet langer ingeleverd diende te worden bij de prefect.
Het korte bewind van Marcellus werd verder vooral in beslag genomen door de voorbereidingen van een oorlog tegen de Nabateese koning Aretas IV, die kort daarvoor Herodes Antipas had verslagen in een grensconflict. De oorlog werd voorbereid door Vitellius op last van keizer Tiberius, maar Marcellus was ook nauw bij de voorbereidingen betrokken omdat de troepen over Judees grondgebied zouden trekken. De oorlog is er uiteindelijk niet gekomen omdat Tiberius voor die tijd overleed.
Toen Caligula in 37 Tiberius opvolgde als keizer van het Romeinse Rijk, benoemde hij Marullus als nieuwe prefect over Judea. Daarmee kwam een einde aan het bewind van Marcellus.